# Saison 2024 de l'équipe cycliste masculine Arkéa-B&B Hotels
La saison 2024 de l'équipe cycliste masculine Arkéa-B&B Hotels est la vingtième de cette équipe.

## Coureurs et encadrement technique

### Effectif
| Coureur             | Date de Nais.     | Nationalité     | Équipe en 2023           | Vict. | Cont.             |
| ------------------- | ----------------- | --------------- | ------------------------ | ----- | ----------------- |
| Vincenzo Albanese   | 12 novembre 1996  | Italie          | Eolo-Kometa              | 0     | 01/2024 - 12/2024 |
| Louis Barré         | 6 avril 2000      | France          | Arkéa-Samsic             | 0     | 08/2022 - 12/2024 |
| Jenthe Biermans     | 30 octobre 1995   | Belgique        | Arkéa-Samsic             | 1     | 01/2023 - 12/2025 |
| Amaury Capiot       | 25 juin 1993      | Belgique        | Arkéa-Samsic             | 1     | 01/2021 - 12/2025 |
| Clément Champoussin | 29 mai 1998       | France          | Arkéa-Samsic             | 1     | 01/2023 - 12/2024 |
| Ewen Costiou        | 10 novembre 2002  | France          | Arkéa-Samsic             | 1     | 01/2023 - 12/2026 |
| David Dekker        | 2 février 1998    | Pays-Bas        | Arkéa-Samsic             | 0     | 01/2023 - 12/2024 |
| Anthony Delaplace   | 11 septembre 1989 | France          | Arkéa-Samsic             | 0     | 01/2014 - 12/2025 |
| Arnaud Démare       | 26 août 1991      | France          | Arkéa-Samsic             | 2     | 08/2023 - 12/2025 |
| Raúl García Pierna  | 23 février 2001   | Espagne         | Kern Pharma              | 0     | 01/2024 - 12/2025 |
| Élie Gesbert        | 1er juillet 1995  | France          | Arkéa-Samsic             | 0     | 08/2016 - 12/2025 |
| Donavan Grondin     | 26 septembre 2000 | France          | Arkéa-Samsic             | 0     | 01/2020 - 12/2025 |
| Thibault Guernalec  | 31 juillet 1997   | France          | Arkéa-Samsic             | 0     | 08/2018 - 12/2026 |
| Simon Guglielmi     | 1er juillet 1997  | France          | Arkéa-Samsic             | 0     | 01/2022 - 12/2025 |
| Laurens Huys        | 24 septembre 1998 | Belgique        | Intermarché-Circus-Wanty | 0     | 01/2024 - 12/2025 |
| Mathis Le Berre     | 16 avril 2001     | France          | Arkéa-Samsic             | 0     | 01/2023 - 12/2025 |
| Kévin Ledanois,     | 13 juillet 1993   | France          | Arkéa-Samsic             | 0     | 01/2015 - 08/2024 |
| Matîs Louvel        | 19 juillet 1999   | France          | Arkéa-Samsic             | 0     | 01/2020 - 12/2024 |
| Daniel McLay        | 3 janvier 1992    | Grande-Bretagne | Arkéa-Samsic             | 0     | 01/2020 - 12/2024 |
| Luca Mozzato        | 15 janvier 1998   | Italie          | Arkéa-Samsic             | 1     | 01/2023 - 12/2025 |
| Łukasz Owsian       | 24 février 1990   | Pologne         | Arkéa-Samsic             | 0     | 01/2020 - 12/2024 |
| Michel Ries         | 11 mars 1998      | Luxembourg      | Arkéa-Samsic             | 0     | 01/2022 - 12/2025 |
| Alan Riou           | 2 avril 1997      | France          | Arkéa-Samsic             | 0     | 01/2019 - 12/2024 |
| Cristian Rodríguez  | 3 mars 1995       | Espagne         | Arkéa-Samsic             | 0     | 01/2023 - 12/2026 |
| Miles Scotson       | 18 janvier 1994   | Australie       | Groupama-FDJ             | 0     | 01/2024 - 12/2025 |
| Florian Sénéchal    | 10 juillet 1993   | France          | Soudal Quick-Step        | 0     | 01/2024 - 12/2025 |
| Pierre Thierry      | 31 mai 2000       | France          | Arkéa-B&B Hotels Conti.  | 0     | 09/2024 - 12/2026 |
| Kévin Vauquelin     | 26 avril 2001     | France          | Arkéa-Samsic             | 2     | 01/2022 - 12/2025 |
| Clément Venturini   | 16 octobre 1993   | France          | AG2R Citroën             | 0     | 01/2024 - 12/2025 |
| Alessandro Verre    | 17 novembre 2001  | Italie          | Arkéa-Samsic             | 0     | 01/2022 - 12/2025 |

### Encadrement technique
| Poste                          | Identité |
| ------------------------------ | --- |
| Manager général                | Emmanuel Hubert |
| Directeur sportif              | Didier Rous |
| Assistants directeurs sportifs | Arnaud Gérard, Frederic Ostian, Jasper Vaeck, Kévin Rinaldi, Laurent Pichon, Leonard Cosnier, Maxime Bouet, Mickaël Leveau, Roger Tréhin, Sébastien Hinault, Théo Ouvrard, Yvon Ledanois |

## Classement UCI par équipes
Le classement UCI par équipes se calcule en comptabilisant les points des 20 meilleurs coureurs de l'équipe. Ce classement est calculé avec les points acquis lors de l'année civile. Au terme d'une période de trois ans (2023-2025), les dix-huit meilleures équipes recevront une licence World Tour pour la prochaine période (2026-2028).
| Classement UCI (par équipes) au 20 octobre 2024 | Classement UCI (par équipes) au 20 octobre 2024 | Classement UCI (par équipes) au 20 octobre 2024 | Classement UCI (par équipes) au 20 octobre 2024 | Classement UCI (par équipes) au 20 octobre 2024 |
| #                                               | Équipe                                          | 2024                                            | Diff.                                           |                                                 |
| ----------------------------------------------- | ----------------------------------------------- | ----------------------------------------------- | ----------------------------------------------- | ----------------------------------------------- |
| 1                                               | UAE Team Emirates                               | 37407,60                                        | -                                               |                                                 |
| 2                                               | Team Visma-Lease a Bike                         | 20427,98                                        | 16979,62                                        |                                                 |
| 3                                               | Soudal Quick-Step                               | 18153,97                                        | 2274,01                                         |                                                 |
| 4                                               | Lidl-Trek                                       | 17989,00                                        | 164,97                                          |                                                 |
| 5                                               | Red Bull-Bora-Hansgrohe                         | 16894,33                                        | 1094,67                                         |                                                 |
| 6                                               | Decathlon AG2R La Mondiale                      | 15930,84                                        | 963,39                                          |                                                 |
| 7                                               | Ineos Grenadiers                                | 15547,97                                        | 382,87                                          |                                                 |
| 8                                               | Alpecin-Deceuninck                              | 15020,00                                        | 527,97                                          |                                                 |
| 9                                               | Lotto Dstny                                     | 12579,29                                        | 2440,71                                         |                                                 |
| 10                                              | Groupama-FDJ                                    | 12357,00                                        | 222,29                                          |                                                 |
| 11                                              | Israel-Premier Tech                             | 11723,33                                        | 633,67                                          |                                                 |
| 12                                              | EF Education-EasyPost                           | 11594,95                                        | 128,38                                          |                                                 |
| 13                                              | Movistar Team                                   | 10879,00                                        | 715,95                                          |                                                 |
| 14                                              | Jayco AlUla                                     | 10625,30                                        | 253,70                                          |                                                 |
| 15                                              | Intermarché-Wanty                               | 9915,00                                         | 710,30                                          |                                                 |
| 16                                              | Team dsm-firmenich PostNL                       | 9646,63                                         | 268,37                                          |                                                 |
| 17                                              | Bahrain Victorious                              | 9547,16                                         | 99,47                                           |                                                 |
| 18                                              | Uno-X Mobility                                  | 8938,67                                         | 608,49                                          |                                                 |
| 19                                              | Arkéa-B&B Hotels                                | 8735,00                                         | 203,67                                          |                                                 |
| 20                                              | Cofidis                                         | 7889,84                                         | 845,16                                          |                                                 |
| 21                                              | Astana Qazaqstan Team                           | 6563,24                                         | 1326,60                                         |                                                 |
| 22                                              | Tudor Pro Cycling Team                          | 5753,33                                         | 809,91                                          |                                                 |

| Liste des vingt coureurs marquant des points pour le classement UCI par équipes 2024. | Liste des vingt coureurs marquant des points pour le classement UCI par équipes 2024. | Liste des vingt coureurs marquant des points pour le classement UCI par équipes 2024. |
| #                                                                                     | Coureur                                                                               | Points                                                                                |
| ------------------------------------------------------------------------------------- | ------------------------------------------------------------------------------------- | ------------------------------------------------------------------------------------- |
| 1                                                                                     | Luca Mozzato                                                                          | 1238,00                                                                               |
| 2                                                                                     | Kévin Vauquelin                                                                       | 1088,00                                                                               |
| 3                                                                                     | Vincenzo Albanese                                                                     | 935,00                                                                                |
| 4                                                                                     | Jenthe Biermans                                                                       | 757,00                                                                                |
| 5                                                                                     | Clément Venturini                                                                     | 709,00                                                                                |
| 6                                                                                     | Clément Champoussin                                                                   | 681,00                                                                                |
| 7                                                                                     | Cristian Rodríguez                                                                    | 570,00                                                                                |
| 8                                                                                     | Arnaud Démare                                                                         | 511,00                                                                                |
| 9                                                                                     | Amaury Capiot                                                                         | 439,00                                                                                |
| 10                                                                                    | Ewen Costiou                                                                          | 344,00                                                                                |
| 11                                                                                    | Raúl García Pierna                                                                    | 256,00                                                                                |
| 12                                                                                    | Louis Barré                                                                           | 224,00                                                                                |
| 13                                                                                    | Simon Guglielmi                                                                       | 164,00                                                                                |
| 14                                                                                    | Alessandro Verre                                                                      | 141,00                                                                                |
| 15                                                                                    | Matîs Louvel                                                                          | 138,00                                                                                |
| 16                                                                                    | Mathis Le Berre                                                                       | 136,00                                                                                |
| 17                                                                                    | Michel Ries                                                                           | 127,00                                                                                |
| 18                                                                                    | Thibault Guernalec                                                                    | 116,00                                                                                |
| 19                                                                                    | David Dekker                                                                          | 96,00                                                                                 |
| 20                                                                                    | Anthony Delaplace                                                                     | 65,00                                                                                 |
| TOTAL                                                                                 | TOTAL                                                                                 | 8735,00                                                                               |

| Classement UCI (par équipes) pour les années 2023 et 2024. | Classement UCI (par équipes) pour les années 2023 et 2024. | Classement UCI (par équipes) pour les années 2023 et 2024. | Classement UCI (par équipes) pour les années 2023 et 2024. | Classement UCI (par équipes) pour les années 2023 et 2024. | Classement UCI (par équipes) pour les années 2023 et 2024. |
| #                                                          | Équipe                                                     | 2023                                                       | 2024                                                       | Total                                                      | Diff.                                                      |
| ---------------------------------------------------------- | ---------------------------------------------------------- | ---------------------------------------------------------- | ---------------------------------------------------------- | ---------------------------------------------------------- | ---------------------------------------------------------- |
| 1                                                          | UAE Team Emirates                                          | 30963,18                                                   | 37407,60                                                   | 68370,78                                                   | -                                                          |
| 2                                                          | Team Visma-Lease a Bike                                    | 29654,45                                                   | 20427,98                                                   | 50082,43                                                   | 18288,35                                                   |
| 3                                                          | Soudal Quick-Step                                          | 18702,85                                                   | 18153,97                                                   | 36856,82                                                   | 13225,61                                                   |
| 4                                                          | Lidl-Trek                                                  | 16054,45                                                   | 17989,00                                                   | 34043,45                                                   | 2813,37                                                    |
| 5                                                          | Ineos Grenadiers                                           | 17760,93                                                   | 15547,97                                                   | 33308,90                                                   | 734,55                                                     |
| 6                                                          | Red Bull-Bora-Hansgrohe                                    | 13325,13                                                   | 16894,33                                                   | 30219,46                                                   | 3089,44                                                    |
| 7                                                          | Alpecin-Deceuninck                                         | 14519,25                                                   | 15020,00                                                   | 29539,25                                                   | 680,21                                                     |
| 8                                                          | Groupama-FDJ                                               | 14834,51                                                   | 12357,00                                                   | 27191,51                                                   | 2347,74                                                    |
| 9                                                          | Lotto Dstny                                                | 14112,83                                                   | 12579,29                                                   | 26692,12                                                   | 499,39                                                     |
| 10                                                         | Bahrain Victorious                                         | 15787,81                                                   | 9547,16                                                    | 25334,97                                                   | 1357,15                                                    |
| 11                                                         | Decathlon AG2R La Mondiale                                 | 9096,00                                                    | 15930,84                                                   | 25026,84                                                   | 308,13                                                     |
| 12                                                         | EF Education-EasyPost                                      | 11818,69                                                   | 11594,95                                                   | 23413,64                                                   | 1613,20                                                    |
| 13                                                         | Movistar Team                                              | 10989,53                                                   | 10879,00                                                   | 21868,53                                                   | 1545,11                                                    |
| 14                                                         | Israel-Premier Tech                                        | 10022,00                                                   | 11723,33                                                   | 21745,33                                                   | 123,20                                                     |
| 15                                                         | Jayco AlUla                                                | 10737,65                                                   | 10625,30                                                   | 21362,95                                                   | 382,38                                                     |
| 16                                                         | Intermarché-Wanty                                          | 10492,28                                                   | 9915,00                                                    | 20407,28                                                   | 955,67                                                     |
| 17                                                         | Team dsm-firmenich PostNL                                  | 9102,20                                                    | 9646,63                                                    | 18748,83                                                   | 1658,45                                                    |
| 18                                                         | Cofidis                                                    | 10437,41                                                   | 7889,84                                                    | 18327,25                                                   | 421,58                                                     |
| 19                                                         | Arkéa-B&B Hotels                                           | 7229,00                                                    | 8735,00                                                    | 15964,00                                                   | 2363,25                                                    |
| 20                                                         | Uno-X Mobility                                             | 6569,00                                                    | 8938,67                                                    | 15507,67                                                   | 456,33                                                     |
| 21                                                         | Astana Qazaqstan Team                                      | 7044,44                                                    | 6563,24                                                    | 13607,68                                                   | 1899,99                                                    |
| 22                                                         | TotalEnergies                                              | 5765,00                                                    | 4897,00                                                    | 10662,00                                                   | 2945,68                                                    |

## Classement UCI individuel en fin de saison
| 66  | Luca Mozzato        | 1238,00 |
| 79  | Kévin Vauquelin     | 1088,00 |
| 99  | Vincenzo Albanese   | 935,00  |
| 128 | Jenthe Biermans     | 757,00  |
| 138 | Clément Venturini   | 709,00  |
| 147 | Clément Champoussin | 681,00  |
| 178 | Cristian Rodríguez  | 570,00  |
| 202 | Arnaud Démare       | 511,00  |
| 223 | Amaury Capiot       | 439,00  |
| 263 | Ewen Costiou        | 344,00  |

| 339 | Raúl García Pierna | 256,00 |
| 395 | Louis Barré        | 224,00 |
| 502 | Simon Guglielmi    | 164,00 |
| 556 | Alessandro Verre   | 141,00 |
| 562 | Matîs Louvel       | 138,00 |
| 569 | Mathis Le Berre    | 136,00 |
| 588 | Michel Ries        | 127,00 |
| 622 | Thibault Guernalec | 116,00 |
| 704 | David Dekker       | 96,00  |
| 906 | Anthony Delaplace  | 65,00  |

| 949  | Daniel McLay     | 61,00 |
| 1411 | Donavan Grondin  | 31,00 |
| 1411 | Laurens Huys     | 31,00 |
| 1643 | Pierre Thierry   | 24,00 |
| 1841 | Florian Sénéchal | 18,00 |
| 2397 | Łukasz Owsian    | 6,00  |
| 2478 | Élie Gesbert     | 5,00  |
| -    | Kévin Ledanois   | 0,00  |
| -    | Alan Riou        | 0,00  |
| -    | Miles Scotson    | 0,00  |